# Stazione di Chiusa
Stazione di Chiusa vasútállomás Olaszországban, Trentino-Alto Adige régióban, Chiusa településen.

## Vasútvonalak
Az állomást az alábbi vasútvonalak érintik:
- Brenner-vasútvonal
- Val Gardena Railway

## Kapcsolódó állomások
A vasútállomáshoz az alábbi állomások vannak a legközelebb: 
- Stazione di Bressanone
- Stazione di Ponte Gardena-Laion